# Station Harzgerode
Station Harzgerode is een van de oudste stations van de Harzer Schmalspurbahnen (HSB) en is geopend in 1888. Het station ligt aan een aparte aftakking van de Selketalbahn. Er kan alleen in en uit de richting van Alexisbad worden gereden, dit betekent dat er geen doorgaand verkeer langs het station komt.
Op het station zijn geen voorzieningen aanwezig. Ook is het gebouwd in een slechte staat. Naast het treinstation bevinden zich een restaurant en een bushalte. Het station bevindt zich op een zeer korte loopafstand van het centrum van Harzgerode.

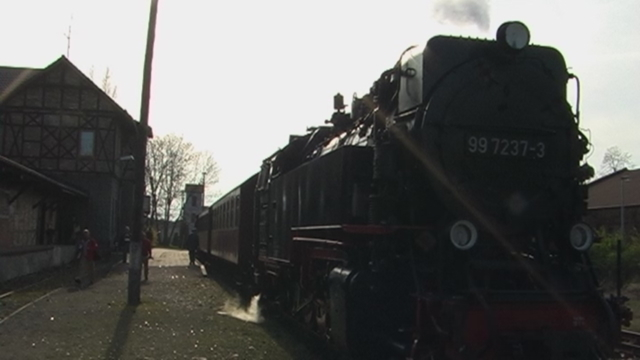
Stoomtrein 99 7237-3 aangekomen in Harzgerode.

Quedlinburg ·
Quarmbeck ·
Bad Suderode ·
Gernrode ·
Osterteich ·
Sternhaus-Haferfeld ·
Sternhaus-Ramberg ·
Mägdesprung ·
Drahtzug ·
Alexisbad ·
Harzgerode · 
Silberhütte ·
Strassberg-Glasebach ·
Strassberg ·
Güntersberge ·
Friedrichshöhe ·
Albrechtshaus ·
Stiege ·
Hasselfelde · 
Birkenmoor ·
Eisfelder Talmühle